# آفتاب نیمه‌شب
آفتاب نیمه‌شب فیلمی به کارگردانی و تهیه‌کنندگی شهریار بحرانی و نویسندگی سید محمد حسینی محصول سال ۱۳۹۸ است. این فیلم در سی و نهمین دوره جشنواره فیلم فجر حضور دارد.